# Velika nagrada Monaka 1933
Velika nagrada Monaka 1933 je bila prva neprvenstvena dirka Grandes Épreuves v sezoni 1934. Odvijala se je 23. aprila 1933 v Monaku. Dirko je najbolj zaznamoval napet dvoboj Achilla Varzija in Tazia Nuvolarija. Varzijev Bugatti Type 51 in Nuvolarijeva Alfa Romeo Monza sta bila na tej stezi izredno izenačena. Med dirko, ki je bila dolga sto krogov, se je vodstvo zamenjalo kar enaindvasetkrat. Nuvolari je bil v vodstvo šestinpetdeset krogov, Varzi štiriinptirideset in še v predzadnjem krogu je bilo nemogoče napovedati zmagovalca. Oba dirkača sta v zadnjem krogu vozila za zgorni mejo obratov motorja in na Nuvolarijevi Monzi je ob vzponu proti kazinoju prišlo do eksplozije motorja. Drugo mesto je tako osvojil Ferrarijev dirkač Baconin Borzacchini s točno dvema minutama zaostanka, tretji pa je bil René Dreyfus že s krogom zaostanka. Rudolf Caracciola se je huje poškodoval ob nesreči na kvalifikacijskem treningu. To je bila prva dirka za Veliko nagrado v zgodovini motošporta, na kateri je bila štartna vrsta določena na podlagi časov s treninga.

## Poročilo

### Pred dirko
Dva tedna po dirki Mille Miglia in mesec dni po zadnji Grand Prix dirki za Veliko nagrado Tunisa, je potekala ena najpomembnejših dirk sezone. Steza je potekala prav po ulicah v centru Monte Carla, zato je to bila ena najzanimivejših in najatraktivnejših stez. Najboljši evropski dirkači so se odzvali vabilu organizatorja za sodelovanje na dirki, ki si je tako hitro pridobila velik sloves. To leto je bil rezultat dirke še posebej nepredvidljiv, saj je imela večina najboljših dirkačev zelo izenačene dirkalnike. Pravila se od lanskoletne dirke niso spremenila, še petič je dirka potekala v stotih krogih na 3,18 km stezi. 
Štartno-ciljna ravnina je bila na Boulevard Albert 1er, ki vodi v tesnem desnem ovinku mimo cerkve Sainte Dévote do vzpona na Avenue Monte Carlo, kjer zavije levo in nato desno proti kazinoju. Temu sledi spust skozi dva ozka ovinka mimo železniške postaje do pristanišča, kjer je 800 m dolg rahel ovinek ob morju, nato še predor in šikana. Sledi levi ovinek Tabac, ki vodi do desne zanke in ponovno na Boulevard Albert 1er, kjer so bili tudi boksi. Zaradi desetih ostrejših ovinkov na krog, je bila ta dirka prava preizkušnja za zavore in menjalnik. Vsaka napaka dirkača je bila kaznovana z odstopom, saj so bili le nekaj decimetrov od robnikov zidovi hiš, drogovi, stene tunela ali celo morje. Vsi nevarnejši odseki steze so bili zaščiteni z vrečami peska. 
Dirka ni bila le ena najbolj originalnih uličnih dirk, ampak je v svojem kratkem petletnem obstoju napredovala, kot nobena druga dirka v Evropi. Zato ni bilo nobeno presenečenje, ko je AIACR letošnjo dirko prvič sprejel med najprestižnejšo osmerico menarodnih dirk Grandes Épreuves. Dirko so prenašali na več francoskih radijskih postajah

### Prijavljeni dirkači
Prvič letos so se na dirki spopadli vsi najboljši dirkači, povabljeni je bil dvajset dirkačev iz petih držav. Alfa Romeo se je konec sezone 1932 umaknila iz motošporta, njihovi zelo uspešni dirkalniki Alfa Romeo P3 pa niso bili naprodaj. Za Scuderio Ferrari so na dirki nastopili bivši Alfini dirkači Tazio Nuvolari, Baconin Borzacchini, Carlo Felice Trossi in Eugenio Siena z dirkalniki Alfa Romeo Monza, ki so jim povečali delovno prostornino motorja na 2,6 L. To je povečalo moč motorja iz 165 na 180 KM in dovoljevalo najvišjo hitrost 225 km/h. Meo Costantini, športni direktor tovarniškega moštva Automobiles Ettore Bugatti, je za dirko določil preizkušene dirkalnike Bugatti T51, ki so imeli 2,3 L superkompresorki motor z osmimi cilindri, 180 KM in končno hitrostjo 230 km/h, s katerimi so dirkali Achille Varzi, René Dreyfus in William Grover-Williams. Tovarniško moštvo Officine Alfieri Maserati se dirke ni udeležilo, so pa z dirkalniki Maserati kot privatniki nastopili Luigi Fagioli, Raymond Sommer in Goffredo Zehender. 
Med zimo sta Louis Chiron in Rudolf Caracciola ustanovila lastno moštvu Scuderia C/C (Chiron/Caracciola) in sta s svojima Monzama veljala za nevarna za vrh. Chironov dirkalnik je bil obarvan temno-modro z belimi horizontalnimi črtami med tem, ko je bil Caracciolin dirkalnik bel z modrimi črtami. V začetku leta sta podpisala pogodbo za nakup dveh 2,3 L dirkalnikov Alfa Romeo Monza in enega v izvedbi športnega dirkalnika v Milanu. Načrtovala sta nastop na vseh pomembnejših dirkal za Veliko nagrado, pa tudi nekaj gorskih dirkah, kar je pomenilo za Caracciolo dirkanje z Bugattijem. Načtrovala sta tudi nastop na dirkah za 24 ur Le Mansa in 24 ur Spaja. Daimler-Benz jima je dal na razpolago velik dvotonski tovornjak za prevoz dirkalnikov, soproga Charly Caracciola pa je bila športna direktorica. 
Henry Birkin je nastopil z zeleno obarvanim dirkalnikom Monza, ki ga je priskrbel Bernard Rubin. Birkin je dirkalnik prevzel v tovarni v Portellu in ga odpeljal v Monako. Na poti se je zapletel v nesrečo in njegovi mehaniki so popravljali dirkalnik tri dni, da je lahko štartal. Z dirkalnikoma Monza sta nastopila tudi francoska dirkača Philippe Étancelin in Jean-Pierre Wimille. Privatni dirkači z Bugattiji so bili Earl Howe, Benoît Falchetto in Marcel Lehoux z dirkalnikom T51 ter László Hartmann s 35B. Švicarski dirkač Hans Stuber je prijavo na dirko poslal prepozno, zato je organizatorji dirke niso sprejeli.

### Prosti treningi
Prosti treningi so petekali v četrtek, petek in soboto zlutraj med šesto in sedmo uro, nato pa so ceste ponovno odprli za promet. Prvič v zgodovini dirk za Veliko nagrado so štartno vrsto določili glede na najboljši čas posameznih dirkačev na treningu, pred tem so moštva z žrebanjem dobila štartne položaje, šefi moštev pa so jih razdelili med svoje dirkače. Tak sistem je zagotavljal, da najboljši dirkači štartajo iz ospredja. Organizator dirke in legendarni francoski motošportni novinar Charles Faroux je vedel, da tak sistem uspešno že nekaj let uporabljajo na ameriški dirki Indianapolis 500, zato ga je predlagal pristojni zvezi ACM. 
V četrtek je dirkalo le enajst dirkačev, od katerih so bili najhitrejši Chiron, Caracciola, Etancelin, Borzacchini in Varzi. Chiron in Caracciola sta postavila čas 2:03, Étancelin 2:04, Nuvolari in Borzacchini 2:05, Varzi in Dreyfus pa 2:06. Falchetto in Williams pa se nista uspela spustiti pod 2:10. Nuvolari je trčil v zid v ovinku Tabac blizu stopnic do trafike. Odnesel jo je brez poškodb, le zadnji del dirkalnika je bil potreben popravila. Hujša nesreča pa se je pripetila ob koncu treninga, ko je Caracciola, po odpeljanih štiriindvajsetih krogih skupaj z moštvenim kolegom Chironom, odpeljal še dodaten krog, da bi izboljšal Chironov čas. V ovinek Tabac je pripeljal prehitro, ena od prednih zavor mu je blokirala in bočno ga je odneslo v kamnito ogrado, ki je stezo ločevala od morja. Kasneje je povedal, da je dirkalnik poskušal usmeriti stran proti stopnišču, toda dirkalnik je močno trčil ravno v višini sredine dirkalnika, pri čemer je odlomilo zadnje desno kolo in močno poškodovalo šasijo dirkalnika. Chiron je kmalu za tem pripeljal mimo in ustavil dirkalnik. Gledalci so drli po stopnišču trafike, Caracciola pa je počasi izstopil iz dirkalnika. Ko je stopil na tla ga je, tik preden bi se zgrudil, ujel Chiron. Šele takrat je nemški dirkač ugotovil, da je resneje poškodovan. V nesreči je namreč utrpel poškodbo kolka in manjše poškodbe obraza. Kasneje so mu večkrat operirali kolk, kar je močno zavleklo njegovo okrevanje, za vedno pa je šepal in imel bolečine v kolku. Gledalci so hitro prinesli stol iz trafike, ga posadili nanj in ga odnesli v trafiko, od koder so ga kasneje prepeljali v bolnišnico. S tem je odpadel eden od favoritov dirke, saj je na lanski dirki zasedel drugo mesto za Nuvolarijem. 
Med petkovim treningom ni nihče izboljšal Chironega četrtkovega časa, Étancelin je ponovno dosegel 2:04. Nuvolari je nastopil s Sienovem dirkalnikom, ki ga je uporabil tudi na dirki. Siena, kot četrti Ferrarijev dirkač, je dobil rezervni dirkalnik, ki so ga poslali iz Italije. Nuvolari je s tem dirkalnikom dosegel čas le 2:07, kasneje pa so njegovi mehaniki verjetno prestavili močnejši 2,6 L motor iz njegovega poškodovanega dirkalnika v tega. Zehender je dosegel najboljši čas od Maseratijevih dirkačev z 2:11, Hartmann pa z Bugattijem T35B le 2:24. Na sobotnem treningu je Varzi dosegel 2:02, kar mu je prineslo najboljši štartni položaj, Nuvolari pa se je z 2:04 uvrstil na prvo pozicijo v drugi štartni vrsti.

### Dirka
Achille Varzi je z najboljšega štartnega položaje najbolje štartal in povedel, sledili so mu Baconin Borzacchini, Marcel Lehoux in Tazio Nuvolari. Louis Chiron, ki je štartal iz prve vrste, je imel slab štart, zaradi katerega je moral zavirati tudi Philippe Étancelin. Nuvolari, ki je bil najprej četrti, je prehitel dirkača pred seboj za drugo mesto, v tretjem krogu pa je prehitel še dotedaj vodilnega Varzija. Kmalu se je izoblikovala vodilna skupina dirkačev, ki so jo poleg obeh italijanskih dirkačev na prvih dveh mesti tvorili še Borzacchini, Lehoux in Étancelin, ki je imel že kar lepo prednost pred ostalimi dirkači. Vrstni red med njimi se v naslednjih krogih ni bistveno spreminjal, z izjemo Varzija in Nuvolarija, ki sta se izjemno borila in pogosto menjavala mesti. Nuvolari je vodil po desetih krogih s časom 21:12, Varzi je zaostajal za eno sekundo. Naslednji trije dirkači so bili tesno skupaj, od njih je Étancelin odpeljal najhitrejši krog dirke dotedaj s časom 2:04. Eugenio Siena je kot prvi odstopil v sedmem krogu zaradi okvare sklopke na dirkalniku Alfa Romeo Monza, ki ga je Ferrari v naglici pripeljal na dirko. Vodilna dirkača sta ujela in prehitela Lászlá Hartmanna za krog. Henry Birkin je po več postankih dokončno odstopil v sedemnajstem krogu zaradi okvare diferenciala, dva kroga kasneje pa tudi Raymond Sommer z novim dirkalnikom Maserati 8CM.
Po dvajsetih krogih je vodil Varzi s časom 42:26, Nuvolari, Borzacchini, Lehoux in Étancelin so bili tesno za njim, saj je bila razlika med vodilnim in petouvrščenim le pet sekund. Hitrost dirkačev se je počasi povečevala, Varzi, Nuvolari in Étancelin so zdaj dosegali čase 2:03. Jean-Pierre Wimille je v osemindvajsetem krogu kmalu po dvominutnem postanku v boksih odstopil zaradi okvare zavor, kmalu za njim pa še Marcel Lehoux, ki pa je do tega časa odpeljal le petindvajset krogov. Po trdesetih krogih je vodil Varzi, sekundo pred Nuvolarijem, tretji pa je bil z enakim zaostankom Étancelin. Vodilnim trem so sledili Borzacchini in ostali, ki so že močneje zaostali, Luigi Fagioli, Dreyfus, Chiron, Carlo Felice Trossi, Goffredo Zehender, Earl Howe, William Grover-Williams in Benoît Falchetto. Chiron, ki je opravil enominutni postanek v boksih za menjavo pnevmatik, je dirkal zelo konstantno, toda ni se mu uspelo približati vodilnim. 
Po štiridesetih krogih je vodil Nuvolari s časom 1:23:57, drugi je bil z enosekundim zaostankom Varzi med tem, ko je Étancelin izgubil tretje mesto ob vrtenju čez barikade in trčenju v vreče s peskom v šikani po predoru. Skočil je iz dirkalnika, osvobodil eno od koles, ki se je zagozdilo med vreče s peskom, znova zagnal dirkalnik z zaganjalno kljuko in se ob bučnem aplavzu s tribun vrnil nazaj na četrto mesto. Zaradi tega je izgubil triinštirideset sekund, toda takoj se je podal v lov za zdaj tretjim Borzacchinijem. Tudi Nuvolari je zapeljal s steze v boju z Varzijem, ko ga je odneslo na pločnik, a je svoj dirkalnik ujel in brez večje izgube časa nadaljeval. Kot prvemu je uspelo postaviti nov rekord steze s časom 2:02, toda Varzi mu je odgovoril z dvema krogoma z enakim časom. V oseminštiridesetem krogu je odstopil Earl Howe zaradi okvare vzmetenja na njegovem dirkalniku Bugatti T51, Williams pa je padel na zadnje mesto zaradi težav z zavorami. 
Do polovice dirke je odstopilo šest dirkačev, se pravi je dve tretjini dirkačev še dirkalo. V petdesetem krogu je vodil Varzi s časom 1:44:48, Nuvolari pa se mu je počasi ponovno približeval in je zaostajal le še eno sekundo. Borzacchini je zaostajal že dvajset sekund, Étancelin pa še deset. Že z večjim zaostankom pa so dirkali še Dreyfus, Fagioli, Trossi, Zehender, Falchetto, Chiron, Williams in Hartmann. Zdaj je Étancelin začel nov napad in s časom 2:01 začel lov za vodilnima dirkačema. Krog za krogom je postavljal hitre čase, Borzacchini, ki ga je francoski dirkač uspel prehiteti, pa mu je sledil. V šestdesetem krogu je ponovno vodil Nuvolari s časom 2:05:39, Varzi je zaostajal sekundo, Étancelin pa dve za vodilnim. To je pomenilo, da je Étancelin v le desetih krogih nadoknadil osemindvajset sekund proti vodilnima, kjub njunemu dirkanju z nezmanjšano hitrostjo. Borzacchini jim je tudi sledil le tri sekunde za Nuvolarijem, ostalim trem dirkačev med vodilno četvorico pa je tudi uspelo izenačiti Étancelinov rekord steze, saj so bili zaradi vse manjše količine goriva v rezervoarjih dirkalniki vse lažji, ostali dirkači pa so vse bolj zaostajali. Fagioli je s svojim dirkalnikom Maserati 8C 3000, ki je bil slabo vodljiv, večkrat zapeljal čez pločnik, po dolgem postanku za menjavo svečk pa je v enainšestdesetem krogu dokončno odstopil. 
Étancelin je med tem malenkost zaostal, a je lahko še vedno držal vodilna dirkača. Nato je začel nov napad in v devetih krogih se je uspel približati za nekaj sekund, tako da je bil spet v boju za zmago, a le do devetinšestdesetega kroga, ko je moral odstopiti zaradi okvare pogonske gredi. V sedemdesetem krogu je Nuvolari vodil s časom 2:26:03, Varzi je zaostajal sekundo, Borzacchini je bil zdaj tretji, po minuti in pol pa je čez štartno-ciljno črto zapeljal četrtouvrščeni Dreyfus. Nuvolari je vodil vse od oseminpetdesetega kroga, toda v oseminsedemdesetem krogu ga je Varzi ponovno prehitel in v osemdesetem krogu še vedno vodil s časom 2:46:47 ter povprečno hitrostjo 91,5 km/h. Nuvolari je zaostajal za sekundo, Borzacchini je še vedno držal tretje mesto. Po odstopu Falchetta v štiriinosemdesetem krogu zaradi okvare zadnje osi, je bila v konkurenci še polovica dirkačev. 
V devetdesetem krogu je vodil Nuvolari z 3:07:23, Varzi pa je zdaj zaostajal za štiri sekunde. Dva kroga pred koncem je Varzi ponovno napadel in uspel prehiteti Nuvolarija ob bučnem aplavzu gledalcev, toda pri kazinoju mu je Nuvolari vrnil in spet povedel. Ampak le do naslednjega kroga, ki je bil tudi zadnji, ko je Varzi spet prevzel vodstvo. Oba dirkalnika sta se bližala kazinoju z veliko hitrostjo in zelo blizu skupaj ob velikem zanimanju gledalcev, ki so stopili na svoje sedeže, da bi videli, kdo bo prvi zapeljal iz predora. Nato se je zaslišal krik med gledalci: Varzi!, saj se je najprej pojavil njegov moder dirkalnik Bugatti T51, toda Nuvolarija ni bilo videti. Ko je Varzi že proslavljal zmago, se je prikazala Nuvolarijeva rdeča Alfa Romeo Monza, ki se je komaj še premikala skozi šikano, med tem je Nuvolari stal na sedežu, iz motorja pa se je dvigal črn dim. Ko se je dirkalnik ustavil, je Nuvolari skočil ven in ga začel porivati prozi boksom. Borzacchini in Dreyfus sta zdrvela mimo njega in osvojila drugo oziroma tretje mesto, nekaj gledalcev in eden od mehanikov pa so Nuvolari pomagali porivati dirkalnik do cilja. Pravila so prepovedovala zunanjo pomoč, zato je bil diskvalificiran. Temu bi se z odločnim odbijanjem pomoči lahko izognil, toda bil je preveč razočaran, da bi razmišljal o tem.

### Po dirki
Motor Borzacchinijevega dirkalnika je bil ob koncu dirke tako načet, da ni mogel odpeljati niti častnega kroga. Nuvolarijeva okvara motorja se je zgodila zaradi počenega dovoda za olje, ki se je nato vžgalo na vroči izpušni cevi in zagorel je celoten motor. Rudolf Caracciola je dirko poslušal v bolnišnici po radiu. Nuvolari je bil resnično besen, ko je prišel v bokse, že pred tem pa se je odločil, da zapusti moštvo Scuderia Ferrari po tej dirki. Njegova Alfa Romeo Monza naj bi bila naročena za konec meseca. Enzo Ferrari pa je povedal medijem, da ima z Nuvolarijem pogodbo do konca sezone 1933, po kateri mora italijanski dirkač nastopati na preostalih dirkah sezone za Ferrari.

## Rezultati

### Štartna vrsta
| 1. vrsta | 3. poz.                     | 2. poz.                      | 1. poz.                    |
| -------- | --------------------------- | ---------------------------- | -------------------------- |
|          | Borzacchini Alfa Romeo 2:03 | Chiron Alfa Romeo 2:03       | Varzi Bugatti 2:02         |
| 2. vrsta | 3. poz.                     | 2. poz.                      | 1. poz.                    |
|          | Dreyfus Bugatti 2:05        | Étancelin Alfa Romeo 2:04    | Nuvolari Alfa Romeo 2:04   |
| 3. vrsta | 3. poz.                     | 2. poz.                      | 1. poz.                    |
|          | Lehoux Bugatti 2:07         | Wimille Alfa Romeo 2:06      | Fagioli Maserati 2:06      |
| 4. vrsta | 3. poz.                     | 2. poz.                      | 1. poz.                    |
|          | Falchetto Bugatti 2:09      | Zehender Maserati 2:08       | Trossi Alfa Romeo 2:08     |
| 5. vrsta | 3. poz.                     | 2. poz.                      | 1. poz.                    |
|          | Birkin Alfa Romeo 2:11      | Grover-Williams Bugatti 2:11 | Howe Bugatti 2:09          |
| 5. vrsta | 3. poz.                     | 2. poz.                      | 1. poz.                    |
|          | Hartmann Bugatti brez časa  | Sommer Maserati brez časa    | Siena Alfa Romeo brez časa |